# Babacar Niang
Pour les articles homonymes, voir Babacar Niang (homonymie).
Babacar Niang (1930-2007) est un homme politique sénégalais. C'était le chef du Parti pour la libération du peuple (PLP).

## Biographie
Né à Kaolack le 28 septembre 1930, Me Babacar Niang a commencé ses études à Dakar. Il les a poursuivies à la Sorbonne, puis à l'École nationale des impôts de Paris.
D'abord proche du professeur Cheikh Anta Diop, il quitte le Rassemblement national démocratique (RND) et lance son propre parti, le Parti pour la libération du peuple (PLP), officiellement créé le 31 août 1983.
Candidat à l'élection présidentielle de 1988, il recueille 8 449 voix, soit 0,75 % des suffrages exprimés.
Il se présente à nouveau à l'élection présidentielle de 1993, se classant en huitième et dernière position avec 10 450 voix, soit 0,81 %.
Il est décédé le 11 juillet 2007, à l'âge de 77 ans.